# 宮ノ前駅 (広島県)
宮ノ前駅（みやのまええき）は、かつて広島県尾道市東則末町に位置していた、尾道鉄道の駅（廃駅）である。

## 概要
単式ホーム1面1線の無人駅で、屋根つきの地上駅であった。尾道鉄道廃止後は駅は撤去され、民家となっており、かつての面影はない。

## 歴史
- 1926年（大正15年）1月7日：開業[2]。
- 1964年（昭和39年）8月1日：尾道鉄道の廃止に伴い閉鎖。

## 駅周辺
- 尾道則末郵便局
- 尾道市立栗原小学校
- 尾道市立栗原中学校
- 烏須井八幡神社（栗原八幡神社）
- おのみちバス「宮の前」バス停（栗原通り）
- 中国バス・おのみちバス「福祉センター前」バス停（国道184号）

## 隣の駅
尾道鉄道
尾道鉄道線
青山病院前駅 - 宮ノ前駅 - 栗原駅